# Han Drijver
Johan Frederik "Han" Drijver, född 11 mars 1927 i Eindhoven, död 10 oktober 1986 i Vlaardingen, var en nederländsk landhockeyspelare.
Drijver blev olympisk silvermedaljör i landhockey vid sommarspelen 1952 i Helsingfors.